# Synagoga w Wielowsi
Synagoga w Wielowsi – synagoga z 1771 roku w Wielowsi przy ulicy Gminnej w powiecie gliwickim, wpisana do rejestru zabytków nieruchomych województwa śląskiego
Jest najstarszym zachowanym żydowskim domem modlitwy na Górnym Śląsku. Dawniej uważana była za najokazalszą synagogę we wschodnich Niemczech.

## Historia
Synagoga została zbudowana w latach 1763–1771 ze składek wielowiejskich Żydów, którzy wyemigrowali za granicę. Pierwszy zapis na jej temat pochodzi z 1763 roku, kiedy to Salomon Bloch z Londynu przysłał list do Hirscha Blocha z Wielowsi, w którym pisał o planowanej budowie owej synagogi w tym samym roku. Stanęła na miejscu starszej, drewnianej synagogi. Podczas nocy kryształowej z 9 na 10 listopada 1938 roku, bojówki hitlerowskie zdemolowały i następnie podpaliły budynek synagogi. Częściowemu zniszczeniu uległo wnętrze oraz dach.
Synagoga jednakże została wcześniej zakupiona przez chrześcijańskiego mieszkańca Wielowsi, Franza Bialka. Zagroził on stacjonującym esesmanom, że jeśli nie ugaszą pożaru to poda ich do sądu o zniszczenie mienia prywatnego. Pożar został wkrótce ugaszony, ale synagoga nie została już otwarta dla wiernych, mimo iż większość sprzętu wewnątrz ocalała. Na polecenie władz z budynku usunięto wszelkie symbole judaistyczne oraz wyburzono wieżę nakrytą kopułą. Do Berlina wysłano meldunek, że synagoga została zniszczona.
Po zakończeniu II wojny światowej synagoga została gruntownie przebudowana na magazyn zboża Gminnej Spółdzielni i taką funkcję pełni do dziś.

## Architektura
Murowany budynek synagogi wzniesiono na planie prostokąta. W zachodniej części znajduje się przedsionek, z babińcem u góry. We wschodniej części znajduje się główna sala modlitewna. Po powojennych przebudowach znacznie zniekształcono zewnętrzny wystrój budynku. Można dostrzec zarysy zamurowanych, półokrągle zakończonych okien.
Zachował się zabytkowy parochet z 1783 roku. Po zakończeniu II wojny światowej znajdował się w rękach prywatnych. Od 1977 roku znajduje się w zbiorach Muzeum Żydowskiego Instytutu Historycznego.